# 미우나 고우나 (1998년 드라마)
《미우나 고우나》는 1998년 10월 19일부터 1999년 4월 9일까지 방영된 SBS 일일드라마이며 최정윤이 일본에서 어린 시절을 보낸 이세나 역으로 출연한 것을 제외하면 외국 소설 《작은 아씨들》을 그대로 옮겨놓았다는 지적이 있었고 김혜선 (이하나 역)은 이 소설과 제목이 비슷한 KBS 2TV 《아씨》에서 타이틀롤 아씨 역 물망에 올랐으나 노역까지 해야 하는 역할에 대한 부담감 탓인지 고사했으며 이 작품에서 최재성 (정동호 역)이 분한 수만 역은 원래 허준호가 낙점됐지만 1997년 9월 28일 올린 결혼식 스케줄과 맞물린 점 탓인지 거절했다.

## 기획 의도
딸부잣집 식구들의 사랑과 가족애를 그리는 드라마

## 등장 인물
- 김용림 : 김애기 역
- 이영후 : 이영길 역
- 고두심 : 강순녀 역
- 김혜선 : 이하나 역
- 손현주 : 박만수 역
- 박진희 : 이두나 역
- 최재성 : 정동호 역
- 최정윤 : 이세나 역 (아역:이효진)
- 최지숙 : 정유미 역
- 이자영 : 이미나 역
- 이요원 : 이빛나 역
- 안재모 : 이빛나의 가정교사 역
- 소지섭 : 철민 역
- 박형준
- 이현균
- 이주나
- 이나영
- 강기화
- 이혜련
- 한영숙
- 김용건
- 박원숙
- 박영지
- 변희봉
- 김상중
- 김석훈
- 김하균
- 윤미라
- 곽현식
- 이현경
- 윤서현
- 정소영
- 공형진
- 김희정
- 김현숙
- 김명수
- 김지영
- 이재포
- 최용민
- 강부자
- 강필순
- 한근욱
- 전원주
- 나영희
- 강성민
- 송혜교
- 허영란
- 고동현
- 최준용
- 정종준
- 장정희
- 정다빈
- 최정훈
- 서범식
- 송채환
- 손종범
- 송귀현
- 윤동환
- 조민기
- 박소현
- 박영태
- 강인덕
- 김홍표
- 엄지원
- 문창길
- 김승현
- 송윤아
- 이훈 : 이재하 역
- 권민중 : 오선미 역
- 김지연 : 정미선 역
- 고호경 : 서윤희 역
- 곽정욱 : 홍성훈 역
- 권도경
- 권영경
- 김지수
- 한고은
- 김미희 : 강혜영 역
- 이도경
- 오서운
- 왕유선
- 김소연
- 이한갈
- 정나온
- 강원호
- 김래원
- 이석
- 박철
- 박광현
- 이태란
- 임유진
- 정찬
- 전정로
- 김창완
- 강남길
- 라재웅
- 이진아
- 황미선
- 최진홍
- 신귀식
- 이미영
- 정욱
- 원기준
- 김주혁
- 방경림 : 하연희 역
- 편일태
- 이은희
- 이상훈
- 장은비
- 박성혜
- 최성호
- 조선주
- 박윤현
- 신은정
- 김영철 : 김기훈 역
- 김단비 → 박은정 → 고미영 : 고미영 역
- 송희아
- 송지은
- 신현숙
- 양은용
- 이경화
- 이희정
- 박미영
- 김명민
- 윤기원
- 이상은
- 조권탁 : 한재민 역
- 이효정
- 김병세
- 김세준
- 최란
- 김용헌
- 김용현
- 김유철
- 김민조
- 김남진
- 김충렬
- 민경조
- 황정미 : 한수진 역

## 참고 사항
- 전작인 <지평선 너머, <서울 탱고>, <7인의 신부>가 모두 낮은 시청률로 인해 조기 종영이 된 위기 속에서 제작된 작품으로, 윤철용 PD가 연출을 맡게 되었다.[5]
- 1998년 10월 26일부터 11월 1일까지 방송된 프로를 분석한 '텔레비전 프로그램의 선정성과 폭력성의 문제' 보고서 중 선정적인 프로 10편 중 하나에 랭크되는 불명예를 안아[6] 10% 초반 시청률로 기대 이하의 성적에 그쳤다.

## 결방
- 1998년 10월 28일 - 5시 55분부터 한국시리즈 5차전 〈현대 유니콘스 VS LG 트윈스〉중계 편성[7]
- 1998년 11월 9일 - 8시 45분부터 창사 8주년 특집 특별대담 <김대중 대통령과 함께> 편성
- 1998년 12월 7일 - 5시 50분부터 방콕 아시안게임 야구 <한국 VS 대만> 중계 편성[8]
- 1998년 12월 11일 - 5시 55분부터 방콕 아시안게임 야구 <한국 VS 대만> 중계 편성[9]
- 1998년 12월 15일 - 5시 15분부터 방콕 아시안게임 남자배구 결승전 <한국 VS 중국> 중계가 길어져서
- 1998년 12월 28일 - 8시 45분부터 송년특집 <빅스타 명장면> 편성[10]
- 1998년 12월 29일 - 8시 45분부터 《SBS 연기대상》1~2부 편성[11]
- 1998년 12월 30일 - 8시 45분부터 송년특집 <공포의 한일전> 편성[12]
- 1998년 12월 31일 - 8시 45분부터 송년특집 《순풍산부인과》편성
- 1999년 1월 1일 - 신년특집 <시트콤 가족 총출동> 편성[13]
- 1999년 1월 20일 - 신년 SF 특선대작 《배트맨》편성[14]
- 1999년 1월 21일 - 신년 SF 특선대작 2편 《배트맨 리턴즈》 편성[15]
- 1999년 2월 1일 - 6시 45분부터 던힐컵 국제축구 <한국 VS 말레이시아> 중계 편성
- 1999년 2월 15일 - 8시 35분부터 설 특집 <99 진기명기 대상> 편성
- 1999년 2월 16일 - 8시 35분부터 설 특집 <좋은 세상 만들기 희망을 드립니다> 편성
- 1999년 2월 17일 - 8시 35분부터 설 특집 테마특급 <어메이징 스토리> 편성[16]
- 1999년 2월 22일 - 8시 30분부터 기획다큐 <국민의 정부 1년 도전과 시련> 편성[17]
- 1999년 2월 23일 - 8시 35분부터 <국난극복 1주년 희망음악회> 편성[18]